# Fassa Bortolo

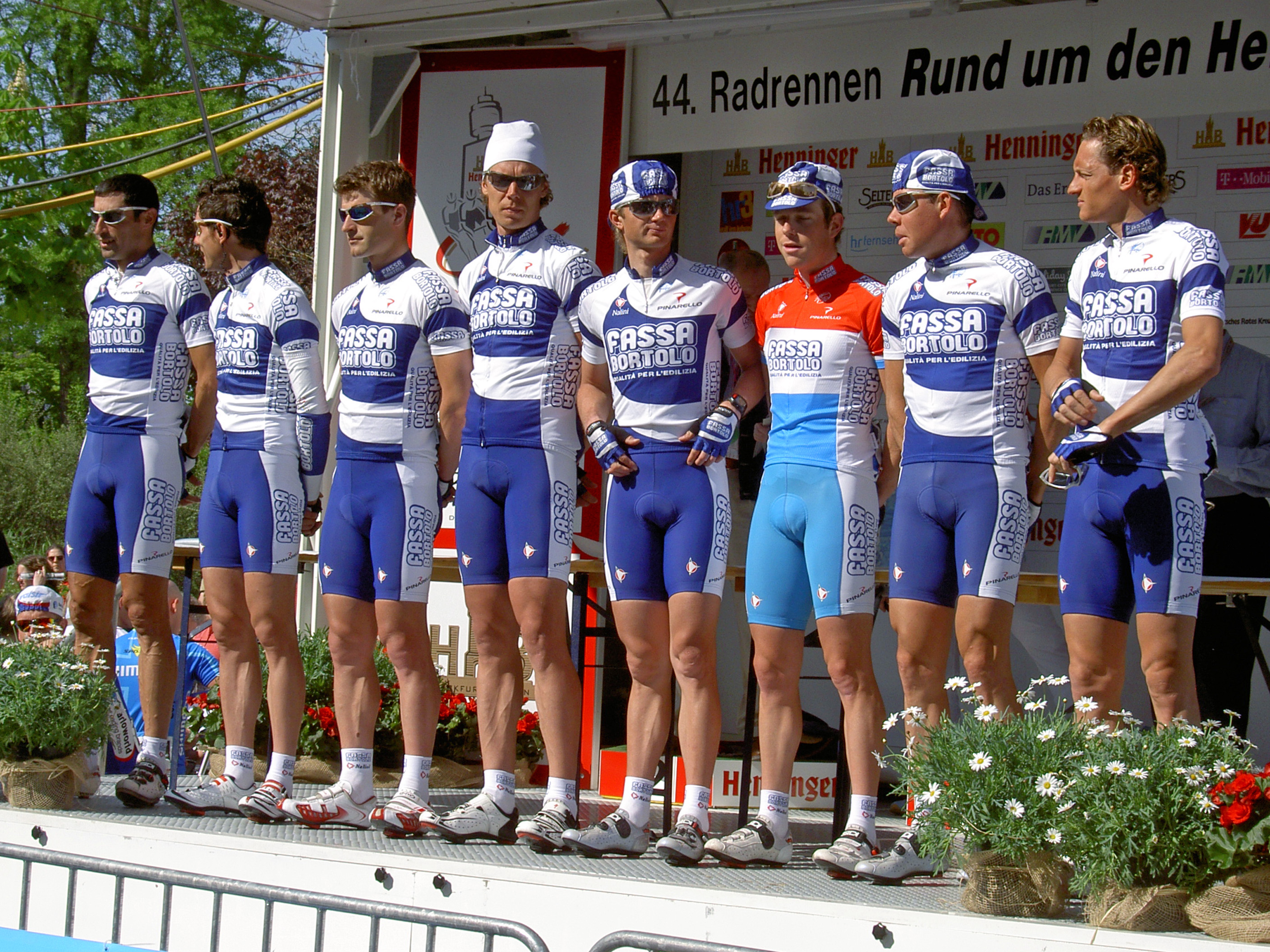
Fassa Bortolo-cyklister

Fassa Bortolo var ett italienskt cykelstall som var verksamt åren 2000-2005 och leddes av general managern Giancarlo Ferretti. Som sportdirektörer fungerade Bruno Cenghialta och Mario Chiesa. Fassa Bortolo var ett av de 20 ursprungliga lagen i UCI Pro Tour vid starten 2005.
Fassa Bortolo startade som en fortsättning av de professionella stallen Ariostea och MG-Technogym.
När stallet lade ned efter säsongen 2005 ryktades det om att Sony Ericsson skulle ta över stallet, och flera cyklister kontrakterades till det nya stallet, men det hela visade sig vara bedrageri och all personal och alla cyklister som var medlemmar av stallet blev tvungna att leta efter nya arbetsgivare.
Stora stjärnor som har tävlat för Fassa Bortolo är Fabian Cancellara, Alessandro Petacchi och Ivan Basso. Ende svensk som kört för stallet är Gustav Larsson.
Stallet tävlade i blåa och vita dräkter.

## Viktiga cyklister
| - Italien Michele Bartoli (2002-2003) - Italien Ivan Basso (2001-2003) - Italien Marzio Bruseghin (2003-2005) - Schweiz Fabian Cancellara (2003-2005) - Italien Francesco Casagrande (2001-2002) - Italien Dario Cioni (2003-2004) - Spanien Juan Antonio Flecha (2004-2005) - Italien Dario Frigo (2000-2001 ; 2003-2005) - Spanien Aitor Gonzalez (2003-2004) | - Luxemburg Kim Kirchen (2001-2005) - Ryssland Dmitrij Konysjev (2000-2002) - Italien Alessandro Petacchi (2000-2005) - Italien Andrea Peron (2000-2001) - Italien Filippo Pozzato (2003-2004) - Litauen Raimondas Rumsas (2000-2001) - Italien Matteo Tosatto (2000-2005) - Slovenien Tadej Valjavec (2000-2003) |